# グラント・ハートウィグ
グラント・アレクサンダー・ハートウィグ（Grant Alexander Hartwig, 1997年12月18日 - ）は、アメリカ合衆国ミシガン州デトロイト出身のプロ野球選手（投手）。右投右打。 阪神タイガース所属。

## 経歴

### プロ入りとメッツ時代
マイアミ大学（オハイオ州）在学時の2018年にはトミー・ジョン手術を受けている。
その後はMLBドラフトでの指名は無く、2021年にアマチュア・フリーエージェントでニューヨーク・メッツと契約してプロ入り。契約後、傘下のルーキー級フロリダ・コンプレックスリーグ・メッツでプロデビュー。A級セントルーシー・メッツでもプレーし、2チーム合計で8試合（先発3試合）に登板して0勝1敗3セーブ、防御率3.09、12奪三振を記録した。

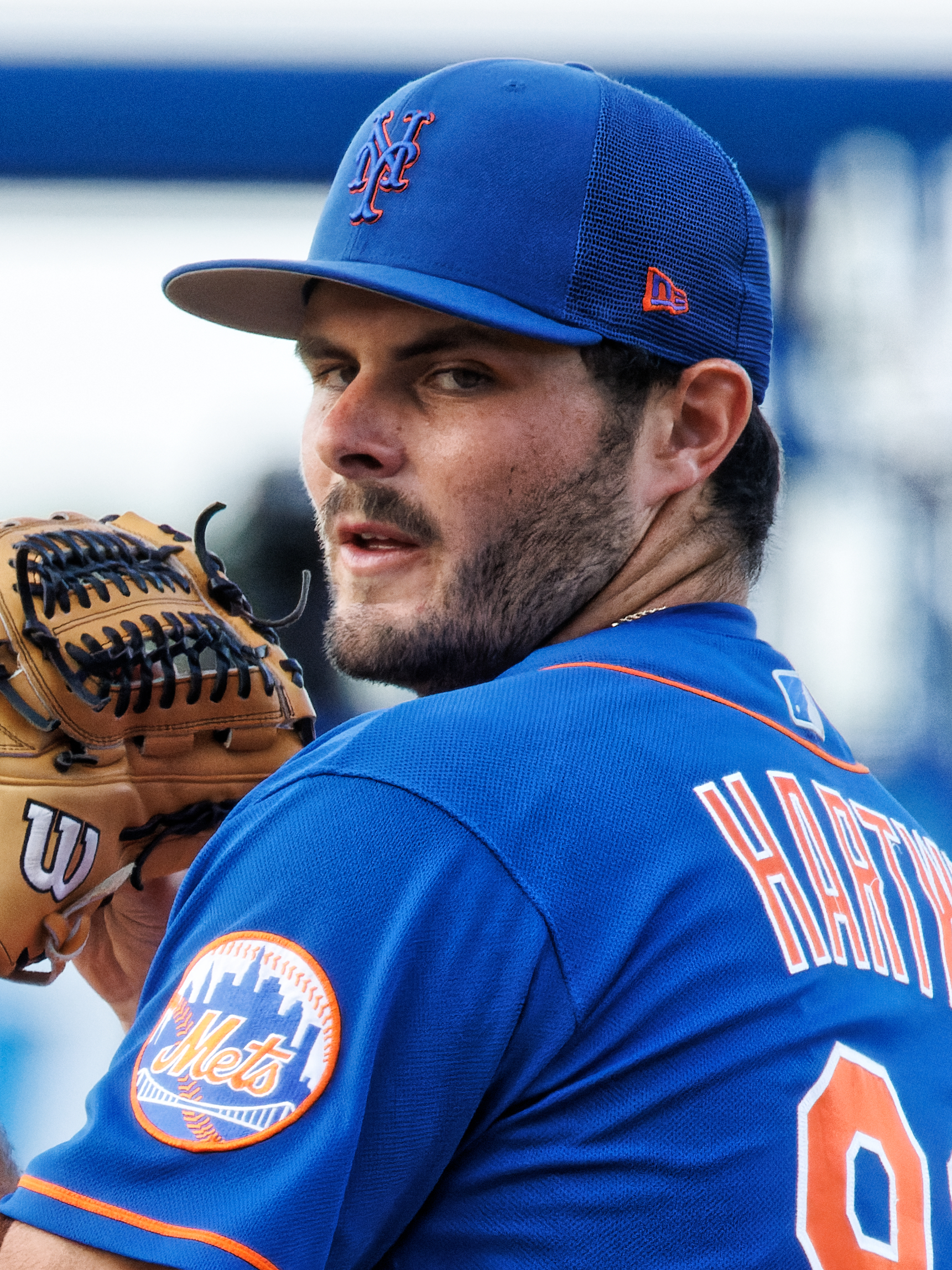
ニューヨーク・メッツ時代

2022年はA級セントルーシー、A+級ブルックリン・サイクロンズ、AA級ビンガムトン・ランブルポニーズ、AAA級シラキュース・メッツでプレーし、4チーム合計で39試合に登板して6勝2敗13セーブ、防御率1.75、83奪三振を記録した。
2023年の開幕はAAA級シラキュースで迎えた。6月19日にメジャー契約を結んでアクティブ・ロースター入りし、同日のヒューストン・アストロズ戦でメジャーデビュー。この年メジャーでは28試合に登板して5勝2敗、防御率4.84、30奪三振を記録した。
2024年は大半をAAA級シラキュースで過ごし、メジャーでは4試合の登板に留まった。
2025年も引き続きシラキュースに在籍していたが、6月27日付で自由契約となった。

### 阪神時代
2025年7月14日、NPBの阪神タイガースと契約を結んだことが発表された。背番号は82。推定年俸は40万ドル（約5800万円）。8月3日に二軍のオリックス・バファローズ戦で初登板し、3者連続三振を奪うと、その2日後に一軍に昇格した。同日に行われた対中日ドラゴンズ戦（バンテリンドームナゴヤ）で、2点ビハインドの7回に2番手として一軍初登板を果たす。先頭打者から3者連続で四球を与え無死満塁のピンチを招くも、後続を断ち無失点に抑えた。直後の攻撃で味方が逆転し、球団の外国人史上初となる「救援での来日初登板初勝利」を達成した。

## 投球スタイル
80mph台中盤のスライダーを武器としている。

## 人物
マイアミ大学在籍時に微生物学と医学部進学予備課程の学位を取得した秀才。医師である母親や自身が受けたトミー・ジョン手術の影響から、整形外科医を志していた。メッツから契約交渉の電話がかかってきた際は医科大学入学試験（MCAT）の模擬試験中であり、2回の着信をいずれも拒否して留守番電話に転送したという（その後、大学の投手コーチから電話を取るよう連絡された）。

## 詳細情報

### 年度別投手成績
| 年 度    | 球 団    | 登 板 | 先 発 | 完 投 | 完 封 | 無 四 球 | 勝 利 | 敗 戦 | セ 丨 ブ | ホ 丨 ル ド | 勝 率 | 打 者 | 投 球 回 | 被 安 打 | 被 本 塁 打 | 与 四 球 | 敬 遠 | 与 死 球 | 奪 三 振 | 暴 投 | ボ 丨 ク | 失 点 | 自 責 点 | 防 御 率 | W H I P |
| -------- | -------- | ----- | ----- | ----- | ----- | -------- | ----- | ----- | -------- | ----------- | ----- | ----- | -------- | -------- | ----------- | -------- | ----- | -------- | -------- | ----- | -------- | ----- | -------- | -------- | ------- |
| 2023     | NYM      | 28    | 0     | 0     | 0     | 0        | 5     | 2     | 0        | 2           | .714  | 158   | 35.1     | 34       | 3           | 15       | 1     | 6        | 30       | 2     | 0        | 23    | 19       | 4.84     | 1.39    |
| 2024     | NYM      | 4     | 0     | 0     | 0     | 0        | 0     | 0     | 0        | 0           | ----  | 31    | 6.2      | 6        | 1           | 4        | 0     | 2        | 4        | 0     | 0        | 6     | 6        | 6.75     | 1.50    |
| MLB：2年 | MLB：2年 | 32    | 0     | 0     | 0     | 0        | 5     | 2     | 0        | 2           | .714  | 189   | 42.0     | 40       | 4           | 19       | 1     | 8        | 34       | 2     | 0        | 29    | 25       | 5.14     | 1.40    |

- 2024年度シーズン終了時

### 年度別守備成績
| 年 度 | 球 団 | 投手（P） | 投手（P） | 投手（P） | 投手（P） | 投手（P） | 投手（P） |
| 年 度 | 球 団 | 試 合     | 刺 殺     | 補 殺     | 失 策     | 併 殺     | 守 備 率  |
| ----- | ----- | --------- | --------- | --------- | --------- | --------- | --------- |
| 2023  | NYM   | 28        | 2         | 2         | 1         | 0         | .800      |
| MLB   | MLB   | 28        | 2         | 2         | 1         | 0         | .800      |

- 2023年度シーズン終了時

### 記録

#### 初記録
投手記録
- 初登板・初勝利：2025年8月5日、対中日ドラゴンズ13回戦（バンテリンドーム ナゴヤ）、7回裏に2番手で救援登板、1回無失点[13]
- 初奪三振：同上、7回裏に山本泰寛から空振り三振[13]
- 初ホールド：2025年8月8日、対東京ヤクルトスワローズ17回戦（京セラドーム大阪）、9回表二死で救援登板、1/3を無失点

### 背番号
- 93（2023年）
- 56（2024年）
- 82（2025年 - ）